# Moritz von Engelhardt (Mineraloge)
Otto Moritz Ludwig von Engelhardt (russisch Мориц Федорович фон Энгельгардт; * 27. Novemberjul. / 8. Dezember 1778greg. in Gut Wieso/Estland; † 29. Januarjul. / 10. Februar 1842greg. in Dorpat) war ein deutsch-baltischer Mineraloge und Geologe.

## Leben

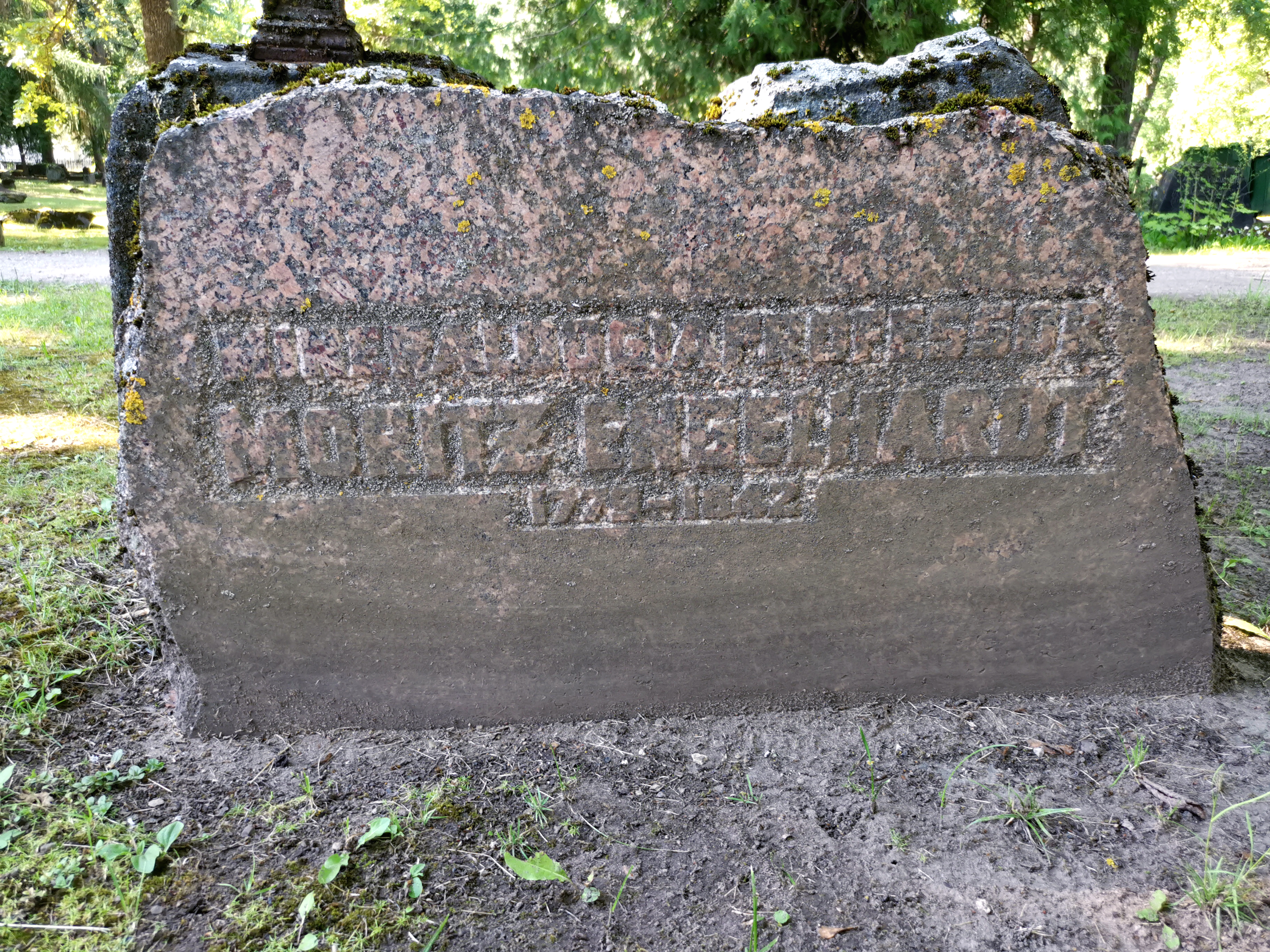
Grab auf dem Friedhof Tartu (Raadi kalmistu)

Moritz von Engelhardt entstammte der Adelsfamilie Engelhardt. Sein Vater war der estländische Ritterschaftshauptmann Gustav Friedrich von Engelhardt (1732–1798). Er besuchte zunächst die Ritter- und Domschule in Reval. Mit zunehmenden Interesse an der Natur und den darin vorkommenden Gesteinen entschloss er sich zu einem Studium der Mineralogie an der Bergakademie Freiberg. Sein Vater untersagte ihm diesen Studiengang und forderte ihn auf, ein Studium der Rechtswissenschaften an der Universität in Leipzig zu beginnen. Nach kurzer Studienzeit in Leipzig und anschließend in Göttingen beendete Engelhardt aus Mangel an Interesse den Studiengang. Noch bevor er sich der Wissenschaft der Mineralogie widmen konnte, wurde 1796 er von Zar Paul zur Ableistung des Militärdienstes in die Heimat berufen.
1800 wurde Engelhardt aus dem Militärdienst entlassen und entschloss sich kurz nach dem Ableben von Zar Paul eine Reise zu unternehmen. Während seines Aufenthaltes in Livland, Deutschland, Frankreich, der Schweiz und Italien eignete er sich Kenntnisse in der Mineralogie, Chemie und der Physik an. Fortan unternahm Engelhardt mehrere Forschungsreisen zur geognostischen Untersuchung von Gesteinen. Dabei lernte er Karl Georg von Raumer und Friedrich Parrot kennen und arbeitete mit ihnen zusammen. Mit Parrot unternahm er zwischen 1811 und 1812 eine Forschungsreise auf die Krim und in den Kaukasus.
1812 ließ sich Engelhardt in Dorpat nieder und erhielt 1820 die Professur der Mineralogie an der Kaiserlichen Universität Dorpat. In den nächsten Jahren beschäftigte er sich mit der Entstehung des Uralgebirges und stellte zahlreiche Forschungsarbeiten an. Seit 1816 war er korrespondierendes Mitglied der Russischen Akademie der Wissenschaften in Sankt Petersburg.
Im Alter von 62 Jahren starb Engelhardt in seiner Heimatstadt Dorpat.

## Werk
- Fragmente aus der Mineralogie, erstes Heft, Mitau 1810
- Reise in die Krimm und den Kaukasus, Berlin 1815
- Geognostische Versuche, Berlin 1816
- Geognostische Umrisse von Frankreich, Großbritannien, einen Theil Deutschlands und Italiens, Leipzig 1817
- Geognostische Untersuchungsmethode, Dorpat 1817
- Zur Mineralienkunde, Dorpat 1823